# Polygonatum cyrtonema
Polygonatum cyrtonema är en sparrisväxtart som beskrevs av Henri Hua. Polygonatum cyrtonema ingår i släktet ramsar, och familjen sparrisväxter. Inga underarter finns listade i Catalogue of Life.